# 平反六四議案
平反六四議案是香港立法會上提出的議案，每年5月至6月都有議員動議「毋忘六四事件，平反八九民運」。早在1997年香港主權移交給中國前夕，司徒華在立法局動議六四事件議案，並獲大多數議員通過。1998年因第一屆立法會還沒有選出，而臨時立法會因最後一屆立法局議員在1997年「下車」而沒有民主派議員參與。1999年至2011年，13次動議此議案，分別由支聯會的執委司徒華、何俊仁、李柱銘、張文光和李卓人提出。由香港市民直選選出的泛民主派地方選區議員多數支持議案，而非直選選出的功能組別議員則多數反對。雖然綜合兩會來說，支持的議員占多數，但由於議案須要「地方選區」（2004年前為「地方選區及選舉委員會」）和「功能團體」兩組均過半數才能通過，平反六四議案每年都遭否決。立法會辯論議案期間，政府官員都不會出現，大部分建制派議員會離場。
2019年爆發的反對逃犯條例修訂草案運動及一系列事件之後，香港政治體制及環境劇變。持續三十餘年的維園六四燭光晚會慣例遭港府中斷，香港市民支援愛國民主運動聯合會也被迫解散。自2021年起，在泛民主派完全缺席議會之情形下，已無人提案平反六四。
除了香港立法會外，中華民國立法院也有立委提交動議，要求中华人民共和国政府平反六四，承認當年武力鎮壓錯誤。
需要注意的是，「六四」本身是指天安門清場鎮壓的日子，縱然「平反六四」一口號本身存在矛盾 (單純按字面解釋是有『為中國官方平反』的意思)，但多年來各地民眾已約定俗成，明白「平反六四」的背後意義乃「為八九民運平反」。

## 歷年情況

### 1997年
1997年5月21日，司徒華議員動議「本局認為八九民運六四事件必須平反。」議員29票贊成、1票反對、4票棄權。「八九民運六四事件」議案獲過半數通過。

### 1999年
1999年5月19日，司徒華議員動議「本會呼籲：毋忘六四事件，平反八九民運。」功能團體6票贊成、9票反對、12票棄權，地方選區及選舉委員會14票贊成、13票反對、1票棄權。議案在兩組均未過半數，「六四事件」議案被否決。

### 2000年
2000年5月17日，司徒華議員動議「本會呼籲：毋忘六四事件，平反八九民運。」功能團體5票贊成、7票反對、9票棄權，地方選區及選舉委員會14票贊成、12票反對、0票棄權。議案在地方選區及選舉委員會過半數，但在功能團體未過半數，「六四事件」議案被否決。

### 2001年
2001年5月16日，司徒華議員動議「本會呼籲：毋忘六四事件，平反八九民運。」功能團體5票贊成、8票反對、8票棄權，地方選區及選舉委員會16票贊成、11票反對、0票棄權。議案在地方選區及選舉委員會過半數，但在功能團體未過半數，「六四事件」議案被否決。

### 2002年
2002年5月30日，司徒華議員動議「本會呼籲：毋忘六四事件，平反八九民運。」功能團體4票贊成、8票反對、9票棄權，地方選區及選舉委員會14票贊成、9票反對、0票棄權。議案在地方選區及選舉委員會過半數，但在功能團體未過半數，「六四事件」議案被否決。

### 2003年
2003年5月28日，司徒華議員動議「本會呼籲：毋忘六四事件，平反八九民運。」功能團體5票贊成、8票反對、9票棄權，地方選區及選舉委員會15票贊成、10票反對、0票棄權。議案在地方選區及選舉委員會過半數，但在功能團體未過半數，「六四事件」議案被否決。

### 2004年
2004年5月12日，司徒華議員動議「本會呼籲：毋忘六四事件，平反八九民運。」功能團體5票贊成、5票反對、7票棄權，地方選區及選舉委員會16票贊成、8票反對、0票棄權。議案在地方選區及選舉委員會過半數，但在功能團體未過半數，「六四事件」議案被否決。

### 2005年
2005年5月25日，何俊仁議員動議「本會呼籲：毋忘六四事件，平反八九民運。」功能團體6票贊成、8票反對、8票棄權，地方選區17票贊成、8票反對、2票棄權。議案在地方選區過半數，但在功能團體未過半數，「六四事件」議案被否決。

### 2006年
2006年5月3日，何俊仁議員動議「本會呼籲：毋忘六四事件，平反八九民運。」功能團體7票贊成、7票反對、9票棄權，地方選區16票贊成、7票反對、2票棄權。議案在地方選區過半數，但在功能團體未過半數，「六四事件」議案被否決。

### 2007年
2007年5月30日，李柱銘議員動議「本會呼籲：毋忘六四事件，平反八九民運。」功能團體7票贊成、5票反對、10票棄權，地方選區17票贊成、6票反對、2票棄權。議案在地方選區過半數，但在功能團體未過半數，「六四事件」議案被否決。
有關議案原訂由梁國雄提出，內容為：「本會譴責在1989 年血腥鎮壓民主運動的元兇，並要求中共政府徹查六四屠城，追究應負責任者，以及釋放政治犯，結束一黨專政，還政於民。」但立法會主席范徐麗泰於5月7日否決有關議案，她指該議案雖沒有指明「元兇」是誰，但任何客觀公正的人士，均可分辨出那是包括中央政府，故構成譴責中央政府的語句，不符合立法會規章。李柱銘後來決定把5月30日提出的保衛香港電台議案，改為平反六四。(明報)

### 2008年
2008年5月28日，張文光議員動議「本會呼籲：毋忘六四事件，平反八九民運。」功能團體6票贊成、4票反對、14票棄權，地方選區13票贊成、6票反對、2票棄權。議案在地方選區過半數，但在功能團體未過半數，「六四事件」議案被否決。

### 2009年
2009年5月27日，李卓人議員動議「本會呼籲：毋忘六四事件，平反八九民運。」功能團體4票贊成、7票反對、11票棄權，地方選區19票贊成、9票反對、0票棄權。議案在地方選區過半數，但在功能團體未過半數，「六四事件」議案被否決。
梁國雄議員修正動議「本會呼籲：毋忘六四事件，追究鎮壓責任，平反八九民運，釋放政治囚犯，結束一黨專政，全國民主普選。」功能團體3票贊成、13票反對、6票棄權，地方選區19票贊成、9票反對、0票棄權。議案在地方選區過半數，但在功能團體未過半數，「六四事件」修正議案被否決。
張文光議員修正動議「本會呼籲：毋忘六四事件，平反八九民運，並促請教育局將1989年的六四事件寫入初中及新高中的中國歷史課程指引。」功能團體4票贊成、7票反對、11票棄權，地方選區19票贊成、9票反對、0票棄權。議案在地方選區過半數，但在功能團體未過半數，「六四事件」修正議案被否決。
何俊仁議員修正動議「本會呼籲：毋忘六四事件，平反八九民運，並促請中央政府認同《零八憲章》的原則及理念，停止拘禁和監視發起及聯署憲章的人士，以此為平反八九民運作好準備。」功能團體3票贊成、13票反對、5票棄權，地方選區19票贊成、9票反對、0票棄權。議案在地方選區過半數，但在功能團體未過半數，「六四事件」修正議案被否決。
陳淑莊議員修正動議「本會呼籲：毋忘六四事件，平反八九民運；同時，本會認為行政長官於2009年5月14日在本會會議上就六四事件發表的言論並不能代表整體香港人的意見，亦對此言論表示極度遺憾及憤怒。」功能團體3票贊成、11票反對、7票棄權，地方選區19票贊成、9票反對、0票棄權。議案在地方選區過半數，但在功能團體未過半數，「六四事件」修正議案被否決。

### 2010年
2010年6月2日，何俊仁議員動議「本會呼籲：毋忘六四事件，平反八九民運。」功能團體5票贊成、7票反對、10票棄權，地方選區19票贊成、8票反對、0票棄權。議案在地方選區過半數，但在功能團體未過半數，「六四事件」議案被否決。

### 2011年
2011年5月18日，李卓人議員動議「本會呼籲：毋忘六四事件，平反八九民運。」功能團體4票贊成、9票反對、6票棄權，地方選區19票贊成、9票反對、0票棄權。議案在地方選區過半數，但在功能團體未過半數，「六四事件」議案被否決。
何俊仁議員修正動議「本會呼籲：毋忘六四事件，平反八九民運，並促請中央政府切勿對異見和維權人士進行非法和無理監控、拘留和鎮壓行動，當中包括劉曉波和艾未未等，以及盡快透過全國人民代表大會確認於1998年簽署的《公民權利和政治權利國際公約》，並全面予以實施，以此為平反八九民運作好準備。」功能團體4票贊成、11票反對、3票棄權，地方選區16票贊成、10票反對、0票棄權。議案在地方選區過半數，但在功能團體未過半數，「六四事件」修正議案被否決。

### 2012年
2012年，未能在六四前夕，在立法會提出平反六四議案議案辯論。2012年6月2日，多名泛民立法會議員改在立法會大樓外辯論議案，各人手持蠟燭，要求平反六四。 

### 2013年
2013年5月29日，何俊仁議員動議「本會呼籲：毋忘六四事件，平反八九民運。」功能團體8票贊成、6票反對、13票棄權，地方選區17票贊成、6票反對、5票棄權。議案在地方選區過半數，但在功能團體未過半數，「六四事件」議案被否決。

### 2014年
2014年6月25日，立法會討論由李卓人提出的平反六四議案，議案最終在建制派反對或棄權下遭否決。

### 2015年
2015年7月13日，立法會討論由單仲偕提出的「毋忘六四」議案，議案最終在建制派反對或棄權下遭否決。

### 2016年
因立法會換屆在即，議程較多，沒有在議事廳進行六四辯論。泛民立法會議員改為於6月1日晚在立法會外燃點燭光默哀悼念六四。

### 2017年
2017年6月8日，立法會討論由黃碧雲提出的「毋忘六四」議案，議案最終在建制派反對或棄權下遭否決，但建制派議員何君堯卻投下贊成票、支持議案。。

### 2018年
2018年5月23日，立法會討論由陳淑莊提出的「毋忘六四」議案，是第一次由公民黨議員動議本議案，議案最終在建制派反對或棄權下遭否決，其中經民聯石禮謙在席但沒有投票。

### 2019年
2019年4月3日，時值六四事件三十週年，立法会辯論由胡志偉提出的「本會呼籲：毋忘六四，平反八九民運」議案。香港市民支援愛國民主運動聯合會星期三上午在立法會示威區集會，並攜帶象徵“六四酒案”的碩大酒瓶，要求平反八九民運，追究“六四”屠殺的責任。多名泛民主派議員到場聲援。議案最終在23票支持、28票反對下遭否決。
3月15日開始的反對逃犯條例修訂草案運動。作爲香港民主運動的一部分，該事件一直持續到2020年。

### 2020年
2020年，尹兆堅提出平反六四議案，“大會議程積壓”，未能討論。
4月22日，兼任香港市民支援愛國民主運動聯合會常委的梁錦威向葵青區議會提交「葵青區議會呼籲毋忘六四，平反八九民運」動議文件。該動議在5月12日上午的葵青區議會會議中討論。葵青民政事務專員鄭健以議案違反區議會法定職能爲由拒絕討論，後拉隊離場，並關掉音響以阻止繼續討論。在建制派離席之情形下，動議最終獲27票全票通過。
因香港政治環境劇變，9月，香港市民支援愛國民主運動聯合會被迫解散。此前，支聯會的「結束一黨專政」口號被指「反共」，故屬於危害國家安全的違法行為且牴觸7月生效的《港區國安法》。此前兩年，港府當局均以疫情為由，禁止支聯會舉辦維園六四燭光晚會。
在港府的出動軍警鎮壓並進行大規模拘捕下，加之時年盛行2019冠狀病毒病疫情，反對逃犯條例修訂草案運動活躍度大幅降低。
11月，四名民主派議員被取消資格，後泛民主派集體辭職作爲抗議。

### 2021年
在泛民主派集體辭職之後，無議員提案平反六四，此爲歷年首次。

### 2022年
2022年，在泛民主派完全缺席之情形下，無議員提案平反六四。自稱“議會唯一非建制派”的狄志遠指不會提出平反六四議案，但稱其仍在考慮以其它方式表達對六四的關注。

### 2023年
2023年，在泛民主派完全缺席之情形下，無議員提案平反六四。自稱“議會唯一非建制派”的狄志遠指不會提出平反六四議案，他今年不会提「六四议案」或默哀，表示没有这个动机，只会就六四事件进行党内交流和检讨，狄志遠认为，不提「六四议案」，不代表议会不是「五光十色」，也不认同议会再无有关六四的声音。

### 2024年
2024年，在泛民主派完全缺席之情形下，無議員提案平反六四。自稱“議會唯一非建制派”的狄志遠指不會提出平反六四議案，他今年不会提「六四议案」或公开默哀，是为了留出机会提出「重启政改议案」，并计划在六四后举行内部反思会，用「反思」而非「悼念」的字眼，表示要探讨六四事件对香港民主化发展的影响。

### 引用
1. ↑  .   [2011年5月16日]. （原始内容存档于2009年5月1日）.
2. ↑  .   [2011年5月16日]. （原始内容存档于2013年2月4日）.
3. ↑  .   [2011年5月16日]. （原始内容存档于2009年1月20日）.
4. ↑  .   [2011年5月16日]. （原始内容存档于2009年1月26日）.
5. ↑  .   [2011年5月16日]. （原始内容存档于2009年1月22日）.
6. ↑  .   [2011年5月16日]. （原始内容存档于2009年1月22日）.
7. ↑  .   [2011年5月16日]. （原始内容存档于2010年1月30日）.
8. ↑  .   [2011年5月16日]. （原始内容存档于2010年1月30日）.
9. ↑  .   [2011年5月16日]. （原始内容存档于2008年4月28日）.
10. ↑  .   [2011年5月16日]. （原始内容存档于2016年3月5日）.
11. ↑  .   [2011年5月16日]. （原始内容存档于2013年11月18日）.
12. ↑  .   [2011年5月16日]. （原始内容存档于2013年11月20日）.
13. ↑  .   [2011年5月16日]. （原始内容存档于2009年7月14日）.
14. ↑  .   [2011年5月16日]. （原始内容存档于2007年10月14日）.
15. ↑  .   [2011年5月16日]. （原始内容存档于2008年9月14日）.
16. ↑  .   [2011年5月16日]. （原始内容存档于2008年9月22日）.
17. ↑  .   [2011年5月16日]. （原始内容存档于2009年7月13日）.
18. ↑  .   [2011年5月16日]. （原始内容存档于2009年7月14日）.
19. ↑  .   [2011年5月16日]. （原始内容存档于2007年9月30日）.
20. ↑  .   [2011年5月16日]. （原始内容存档于2009年11月16日）.
21. ↑  .   [2011年5月16日]. （原始内容存档于2009年6月7日）.
22. ↑  .   [2011年5月16日]. （原始内容存档于2009年7月24日）.
23. ↑   (PDF).   [2011年5月16日]. （原始内容存档 (PDF)于2020年9月30日）.
24. ↑  .   [2011年5月16日]. （原始内容存档于2012年6月2日）.
25. ↑  .   [2011年5月16日]. （原始内容存档于2011年5月14日）.
26. ↑  .   [2011年5月16日]. （原始内容存档于2012年6月2日）.
27. ↑  .   [2011年5月16日]. （原始内容存档于2012年6月2日）.
28. ↑  .   [2011年5月16日]. （原始内容存档于2012年6月2日）.
29. ↑   (PDF).   [2011年5月16日]. （原始内容存档 (PDF)于2020年9月29日）.
30. ↑  .   [2011年5月16日]. （原始内容存档于2016年3月5日）.
31. ↑   (PDF).   [2011年5月19日]. （原始内容存档 (PDF)于2020年9月29日）.
32. ↑  .   [2011年5月19日]. （原始内容存档于2012年6月2日）.
33. ↑  .   [2011年5月19日]. （原始内容存档于2012年6月2日）.
34. ↑   (PDF).   [2013-07-23]. （原始内容存档 (PDF)于2016-03-05）.
35. ↑  [http://www.legco.gov.hk/yr09-10/chinese/counmtg/voting/v201006021.htm （页面存档备份，存于）
36. ↑  .   [2017-11-28]. （原始内容存档于2017-12-01）.
37. ↑  http://std.stheadline.com/instant/articles/detail/723187-香港-立法會否決「毋忘六四」議案+石禮謙獻詩給天安門母親
38. ↑  . 立法會秘書處新聞稿.   [2022-05-27]. （原始内容存档于2022-06-05） （中文）.
39. ↑  . Radio Free Asia.   [2022-05-27]. （原始内容存档于2022-06-08） （中文（香港））.
40. ↑  . 美國之音.   [2022-05-27]. （原始内容存档于2019-07-07）.
41. ↑  鄭榕笛. . 香港01. 2019-04-03  [2022-05-27]. （原始内容存档于2019-11-06） （中文（香港））.
42. 1 2 3 4  . Now 新聞.   [2022-05-27] （中文（香港））.
43. ↑  羅家晴. . 香港01. 2020-05-07  [2022-05-27]. （原始内容存档于2022-05-27） （中文（香港））.
44. ↑  . 獨立媒體. 2020-05-12  [2022-05-27]. （原始内容存档于2022-05-27）.
45. ↑  林劍. . 香港01. 2021-08-25  [2022-05-27]. （原始内容存档于2022-05-27） （中文（香港））.
46. ↑  . thecollectivehk.com. 2023-05-31  [2024-04-11] （美国英语）.
47. ↑  潘耀昇. . 香港01. 2024-06-03  [2024-06-04]. （原始内容存档于2024-07-18） （中文（香港））.